# Lijst van voetbalinterlands Cambodja - Laos (vrouwen)
Deze lijst van voetbalinterlands is een overzicht van alle officiële voetbalinterlands tussen de nationale vrouwenteams van Cambodja en Laos. De landen hebben tot nu toe twee keer tegen elkaar gespeeld. 

## Wedstrijden
| № | Plaats     | Datum       | Competitie                            | Wedstrijd       | Uitslag |
| - | ---------- | ----------- | ------------------------------------- | --------------- | ------- |
| 1 | Biñan      | 5 juli 2022 | Zuidoost-Aziatisch kampioenschap 2022 | Laos − Cambodja | 1 − 1   |
| 2 | Phnom Penh | 3 mei 2023  | Zuidoost-Aziatische Spelen 2023       | Cambodja − Laos | 2 − 0   |

## Samenvatting
| Competitie                       | Totaal gespeeld | Winst Cambodja | Gelijk | Winst Laos | Doelsaldo Cambodja – Laos |
| -------------------------------- | --------------- | -------------- | ------ | ---------- | ------------------------- |
| Zuidoost-Aziatisch kampioenschap | 1               | 0              | 1      | 0          | 1 − 1                     |
| Zuidoost-Aziatische Spelen       | 1               | 1              | 0      | 0          | 2 − 0                     |
| Totaal                           | 2               | 1              | 1      | 0          | 3 − 1                     |